# Vejen (municipio)
El Municipio de Vejen (en danés: Vejen Kommune) es un municipio de la región de Dinamarca Meridional. Tiene 42.761 habitantes en 2012. Su capital y mayor localidad es la ciudad de Vejen.
El municipio colinda al oeste con Esbjerg, al norte con Varde, Billund y Vejle, al oeste con Kolding y al sur con Haderslev.
El municipio actual fue creado por la fusión de los siguientes municipios, adoptándose el nombre del más poblado:
- Rødding
- Brørup
- Holsted
- Vejen

## Localidades
| Localidades más pobladas de Vejen |             |                  |
| Nº                                | Localidad   | Población (2012) |
| 1                                 | Vejen       | 9.225            |
| 2                                 | Brørup      | 4.457            |
| 3                                 | Holsted     | 3.147            |
| 4                                 | Rødding     | 2.652            |
| 5                                 | Jels        | 1.988            |
| 6                                 | Askov       | 1.865            |
| 7                                 | Skodborg    | 1.332            |
| 8                                 | Bække       | 1.059            |
| 9                                 | Gesten      | 890              |
| 10                                | Store Andst | 714              |